# José Dolores Estrada Vado

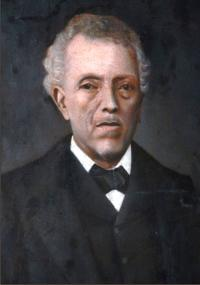
José Dolores Estrada

José Dolores Estrada Vado (1792-1869) é um herói nacional na Nicarágua, famoso por derrotar um destacamento do exército do flibusteiro William Walker na fazenda San Jacinto em 1856.
Estrada nasceu em Nandaime em 16 de março de 1792. Seguiu carreira militar, e, lentamente, subiu na hierarquia. Em 14 de setembro de 1856, comandou como general uma força de 120 a 160 homens que expulsaram as tropas lideradas pelo amigo de Walker, Byron Cole, na Hacienda San Jacinto.
Faleceu em Manágua em 12 de agosto de 1869.
Estrada e sua vitória em San Jacinto são comemorados na Nicarágua como um feriado nacional.